# Wer wir sind und wer wir waren
Wer wir sind und wer wir waren (Originaltitel Hope Gap) ist ein britisches Filmdrama von William Nicholson, das beim Toronto International Film Festival im September 2019 seine Weltpremiere feierte. In den deutschen Kinos lief der Film am 29. Juli 2021 an.

## Handlung
Grace und Edward sind bereits 29 Jahre verheiratet, als er beschließt, seine Ehefrau zu verlassen. Als Edward dies seinem erwachsenen Sohn Jamie während eines Wochenendes an der Küste eröffnet, beginnen drei Leben aus den Fugen zu geraten.

## Produktion
Annette Bening spielt Grace, Bill Nighy ihren Ehemann Edward. Josh O’Connor spielt Jamie, den Sohn des Paares.
Die Vorproduktion wurde im Juni 2018 begonnen. Die Dreharbeiten fanden im Juli 2018 in Seaford, East Sussex statt. Weitere Aufnahmen entstanden in Leeds. Die Dreharbeiten wurden Mitte August 2018 beendet. Als Kamerafrau fungierte Anna Valdez-Hanks.
Die Filmmusik komponierte Alex Heffes. Die Aufnahme entstand im Dezember 2018. Das Soundtrack-Album mit sechs Musikstücken wurde am 6. November 2020 von Air-Edel als Download veröffentlicht.
Die deutsche Synchronisation entstand nach einem Dialogbuch und der Dialogregie von Axel Malzacher im Auftrag der RC Production Kunze & Wunder GmbH & Co. KG, Berlin.
Am 6. September 2019 wurde der Film beim Toronto International Film Festival im Rahmen der Special Presentations gezeigt, wo er seine Weltpremiere feierte. Anfang Oktober 2019 wurde er beim London Film Festival vorgestellt. Der Kinostart in den USA erfolgte am 6. März 2020. Die Vertriebsrechte in Deutschland und Österreich liegen bei Tobis Film. Ende September, Anfang Oktober 2020 wurde er beim Filmfest Hamburg gezeigt. Der Kinostart in Deutschland sollte am 10. Dezember 2020 erfolgen, allerdings ergab sich coronabedingt eine Verschiebung auf den 29. Juli 2021.

## Rezeption

### Kritiken
Michael Ranze, Filmkorrespondent der Gilde deutscher Filmkunsttheater, schreibt, man würde mit Grace als Zuschauer nicht sympathisieren, dafür sei sie einfach zu streitsüchtig, selbstbezogen und fordernd. Mit dem Pathos, das ihr Annette Bening zuweilen verleihe, werde aber auch deutlich, dass sie Angst, vor der Einsamkeit und vor einem Leben ohne Liebe hat. Bill Nighy hingegen verkörpere perfekt den sprachlosen Mann, der sich den Vorwürfen seiner Frau nur noch durch Flucht erwehren kann. Seine neue Lebensgefährtin akzeptiere ihn jedoch so, wie er ist, mit allen Macken und Fehlern. Zwischen den Stühlen sitze der von Josh O’Connor gespielte Sohn Jamie, der für keine Seite Partei ergreifen darf, obwohl er sich von seiner überfürsorglichen Mutter deutlich entfremdet hat.
Sascha Westphal von epd Film denkt, der Autor Nicholson vertraue letztlich dem Regisseur Nicholson zu wenig, denn der Überbau, die Gedichte, die Grace aus dem Off zitiert, und die Tagebucheinträge der napoleonischen Offiziere, die Edward in inneren Monologen rezitiert, seien eigentlich überflüssig. Zudem verströme Annette Benings zwischen Exaltation und Sarkasmus changierendes Spiel eine Art von Poesie, die im Kino einen weitaus stärkeren Eindruck hinterlasse, als ein paar Zeilen aus den Gedichten von William Butler Yeats oder Dante Gabriel Rossetti.

### Auszeichnungen
Santa Barbara International Film Festival 2020
- Auszeichnung mit dem Panavision Spirit Award for Independent Cinema (William Nicholson)[17]